# Livre broché
Pour les articles homonymes, voir Broché.

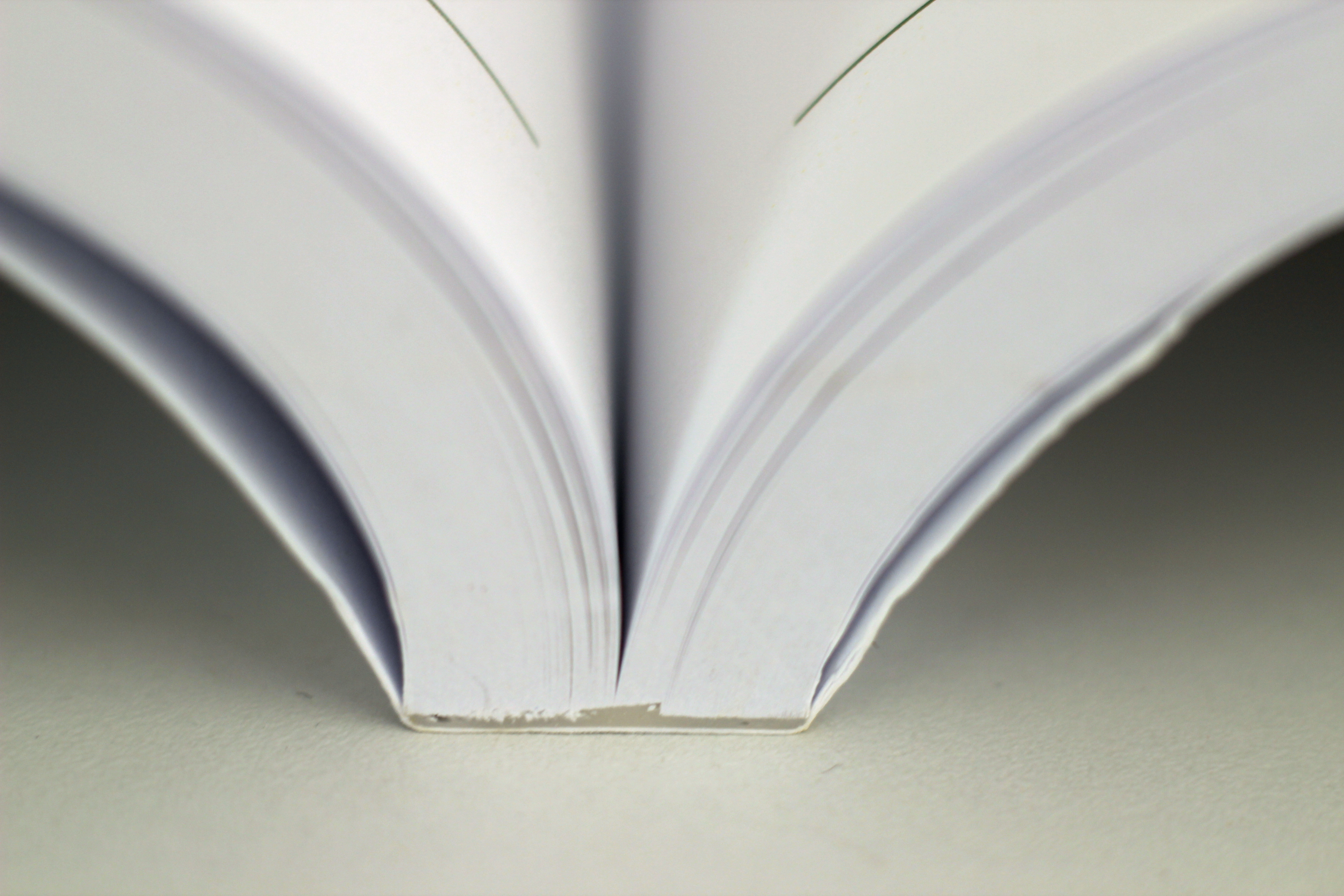
Exemple de livre broché.

Un livre broché est un type de reliure de livre, en grand format et avec une couverture souple.

## Description
Avec une couverture souple, il s'agit le plus souvent d'un collage des cahiers de l'ouvrage entre eux ; la majorité des livres actuellement vendus, sont ainsi de ce format.
Par extension, le terme broché est généralement utilisé pour un livre qui vient de paraître en grand format.

## Autres types
Le livre broché s'oppose au livre relié (cousu de manière artisanale avec une couverture rigide, plus cher à la production),,, ainsi qu'au livre de poche (petit format),.